# آن دوولي
آن دوولي هي ناقدة أدبية كندية، ولدت في 1943.